# 呆佬拜壽
《呆佬拜壽》是一部香港民國喜劇 ，由谷德昭執導，杜琪峰任監製，劉青雲、吳倩蓮、黃子華領銜主演。

## 故事大綱
招福（刘青云 饰）原本是个不可一世的少爷，母亲是个寡妇，一心想儿子可以成家。招积（黄子华 饰）是招福的堂弟，也是招家的第二继承人。招积一直对招福不满，于是在街头游说在街头卖艺的望弟（吴倩莲 饰）与招福结婚以骗取聘礼。成亲当天，招积故意让招福在高处坠下，招福自此变成了痴呆，望弟与父亲（元华 饰）趁机逃走了。不久，望弟遇到了流落街头的招福，处于内疚与同情，望弟收留了招福。在望弟的细心照顾下招福日渐康复，两人日久生情。另一方面招家上下都无法容忍招积的行为，便请来了太叔公（乔宏 饰）重选当家，望弟觉得招福有权利争取到自己的一切，便努力训练招福。

## 演員
| 演员   | 角色     | 备注 |
| 劉青雲 | 招福     |      |
| 吳倩蓮 | 阿弟     |      |
| 黃子華 | 招積     |      |
| 元華   | 阿弟之父 |      |
| 樓南光 | 沙三     |      |
| 林曉峰 |          |      |
| 白嘉倩 |          |      |
| 喬宏   | 太叔公   |      |
| 谷德昭 |          |      |
| 潘恆生 |          |      |
| 黃一飛 |          |      |
| 鄧梓峰 |          |      |

## 外部連結
- 香港影庫上《呆佬拜壽》的資料（繁體中文）